# Tadeusz Puchałka
Tadeusz Puchałka (ur. 9 grudnia 1929 w Strumieniu, zm. 22 października 2024) – polski inżynier automatyk, profesor nauk technicznych, rektor Politechniki Poznańskiej (1984–1985).

## Życiorys
W 1951 ukończył studia na Akademii Górniczo-Hutniczej im. Stanisława Staszica. W 1951 pracował krótko w Katedrze Mechaniki w Wojskowej Akademii Technicznej im. Jarosława Dąbrowskiego, w 1952 w Biurze Projektów Przemysłu Materiałów Budowlanych w Krakowie, w latach 1953-1955 jako aspirant naukowy w AGH, tam w 1956 obronił pracę doktorską. Od 1956 pracował na Politechnice Poznańskiej, gdzie w latach 1964-1970 kierował Zakładem Podstaw Automatyki, w latach 1970-76 Zakładem Automatyki Przemysłowej. W 1972 uzyskał tytuł profesora nadzwyczajnego, w 1980 tytuł profesora zwyczajnego nauk technicznych. 
Pracował także w Instytucie Telekomunikacji na Wydziale Telekomunikacji i Elektrotechniki Akademii Techniczno-Rolniczej im. J. J. Śniadeckich w Bydgoszczy.
Był członkiem Komitetu Automatyki i Robotyki PAN.
W latach 1972-1985 był zastępcą sekretarza generalnego, w latach 1975-1981 sekretarzem generalnym, w latach 1981-1987 wiceprezesem i od 1997 członkiem honorowym Poznańskiego Towarzystwa Przyjaciół Nauk. Należał do członków założycieli Polskiego Stowarzyszenia Pomiarów, Automatyki i Robotyki POLSPAR, w latach 1998-2004 był jego prezesem. Należał do Akademickiego Klubu Obywatelskiego im. Prezydenta Lecha Kaczyńskiego w Poznaniu
Pochowany został na cmentarzu junikowskim w Poznaniu.

## Odznaczenia
- Nagroda Ministra Oświaty i Szkolnictwa Wyższego[3]
- Nagroda Ministra Nauki, Szkolnictwa Wyższego i Techniki[3]
- Krzyż Kawalerski Orderu Odrodzenia Polski[3]
- Krzyż Komandorski Orderu Odrodzenia Polski[3] (1982)[7]
- Medal Komisji Edukacji Narodowej[3]